# Ariopsis seemanni
Ariopsis seemanni — вид риб з роду Ariopsis родини Арієві ряду сомоподібних. Інші назви «срібляста акула» та «колумбійський акулячий сом». Вперше описана дослідником Карлом Гюнтером в 1864 році під час експедиції до Центральної і Південної Америки.

## Опис
Загальна довжина досягає 35 см. Даний вид сомів отримав свою назву завдяки оригінальному зовнішньому вигляду, що нагадує мініатюрну акулу. Виглядає граційно. На гострому спинному плавці, що близько до голови, є отруйний шип, отрута не смертельна, але болюча, цілком порівнянна з укусом бджоли. Слугує захистом від хижаків. Анальний плавець досить довгий з 26-46 променями.
Цікавий звуками, які видає. Вчені припускають, що це спосіб спілкування між родичами в каламутній воді, щоб зберегти зграю, своєрідна ехолокація наче у дельфінів, цей тип навігації більш ефективний, ніж зір та бічна лінія.
Молоді особини мають сріблясто-сірий колір з білим черевом, на спині і хвостовому плавці відтінок темніший. Доросле забарвлення тьмяніє. Плавці темні з білою облямівкою.

## Спосіб життя
Полюбляє естуарії, дельти річок, переважно які впадають в море. Зграйна риба, діє групами за різних умов: полюванні, захисті, нересті. Це не територіальний сом.
Полює на дрібних риб, комах, ракоподібних, належить до всеїдних видів. Використовує свої вусики для пошуку їжі, вони усипані чутливими рецепторами, які реагують на електричні поля від рухомої риби, завдяки чому здатні виявити їжу навіть сховану в ґрунті.
Риба під час нересту мігрує вгору за течією річок, де і з'являються мальки. Парується в солонуватою воді, запліднені яйця самець тримає в роті протягом усього інкубаційного періоду, а до моменту вилуплення мальків піднімається вгору за течією річки і випускає їх уже в прісній воді, де вони і живуть поки не виростуть.
Тривалість життя до 15 років

## Акваріум
Для утримання цього сома потрібно акваріум об'ємом до 280 л. Слід дотримувати температури 21–26 °C. Дно акваріума засипається великозернистим піском або дрібною гладенькою галькою. Необхідно дотримувати рівня солонуватості води: 10 г солі на 1 л.
В акваріумі із задоволенням буде вживати дощових черв'яків, мідій, креветок, смужки восьминога або риби, а також будь-які види промислових кормів, що тонуть: гранули, таблетки, пластівці.

## Розповсюдження
Поширена в Мексиці, Гватемалі, Сальвадорі, Нікарагуа, Коста-Риці, Колумбії, Еквадорі та Перу.